# Discografia de Austin Mahone
A discografia de Austin Mahone, um cantor e compositor estadunidense de música pop, consiste em dois extended plays, cinco singles e seis singles promocionais. A videografia relacionada do cantor é formada por nove videoclipes e um lyric video. Mahone interpreta estilos como música pop, R&B e teen-pop. Austin começou a ganhar reconhecimento quando cantou e postou um cover da música Mistletoe, de Justin Bieber no YouTube Em agosto de 2012, Mahone anunciou que tinha assinado oficialmente com a Republic Records/Universal Records. Em fevereiro de 2012, ele lançou seu primeiro single, "11:11", no iTunes. Em junho de 2012, ele lançou o primeiro EP, Extended Play, que foi lançado no iTunes, somente no Japão. O állbum ficou em 12.º lugar na Oricon. O primeiro single, "Say You're Just a Friend", alcançou a segunda colocação na Ultratip, a primeira na FDR Charts e a quarta na Bubbling Under Hot 100 Singles, Billboard. O segundo single, "Say Somethin", atingiu o segundo lugar na FDR Charts e o trigésimo quarto na Mainstream Top 40, da Billboard.
Em 27 de março de 2014, Mahone lançou seu segundo EP, chamado The Secret, que foi bem recebido pelos críticos e alcançou o topo da Top Heatseekers, da Billboard, trigésimo segundo lugar na ARIA Charts, trigésimo sexto lugar na Canadian Hot 100, trigésimo quarto lugar na UK Singles Chart e quadragésimo nono lugar na Billboard Hot 100.

## Álbuns

### Extended plays(EP)
| Detalhes | Melhores posições atingidas | Melhores posições atingidas | Melhores posições atingidas | Melhores posições atingidas | Melhores posições atingidas | Melhores posições atingidas | Melhores posições atingidas | Melhores posições atingidas | Melhores posições atingidas | Melhores posições atingidas | Vendas      |
| Detalhes | EUA                         | AUS                         | BEL                         | CAN                         | DIN                         | ITA                         | JAP                         | PB                          | NOR                         | ESP                         | Vendas      |
| --- | --------------------------- | --------------------------- | --------------------------- | --------------------------- | --------------------------- | --------------------------- | --------------------------- | --------------------------- | --------------------------- | --------------------------- | ----------- |
| Extended Play - Lançamento: 4 de junho de 2013 - Gravadora: Chase Records, Republic Records - Formatos: EP, download digital                  | 12                          | 48                          | 35                          | 19                          | 9                           | 6                           | 5                           | 22                          | 18                          | 29                          |             |
| The Secret - Lançamento: 27 de maio de 2014 - Gravadora: Cash Money Records, Chase Records, Republic Records - Formatos: EP, download digital | 5                           | 26                          | 16                          | 5                           | 6                           | 3                           | 1                           | 20                          | 6                           | 19                          | - : 100 000 |
| "—" indica uma obra que não entrou na tabela musical correspondente.                                                                          |                             |                             |                             |                             |                             |                             |                             |                             |                             |                             |             |

## Singles

### Como artista principal
| — |

| — |

### Como artista participante
| Canção                                   | Ano  | Álbum |
| ---------------------------------------- | ---- | ----- |
| "Fill Me In" (Pia Mia com Austin Mahone) | 2014 | —     |

### Singlespromocionais
| "11:11"                                                              | 2012 | —[B] | Extended Play |
| "Heart in My Hand"                                                   | 2013 | 115  | Extended Play |
| "U"                                                                  | 2014 | —    | N/A           |
| "Till I Find You"                                                    | 2014 | 83   | The Secret    |
| "All I Ever Need"                                                    | 2014 | 52   | The Secret    |
| "Shadow" (Acústico)                                                  | 2014 | —    | The Secret    |
| "—" indica uma obra que não entrou na tabela musical correspondente. |      |      |               |

## Trilhas sonoras
| Obra                      | Detalhes da obra |
| ------------------------- | --- |
| "Magik 2.0" (com Becky G) | - Lançamento: 19 de setembro de 2013 - Gravadora(s): Kemosabe Records - Formato(s): CD, download digital - Álbum: Music from and Inspired by The Smurfs 2 |

## Videografia

### Videos musicais
| Ano  | Canção                               | Diretor          |
| ---- | ------------------------------------ | ---------------- |
| 2012 | "Say Somethin"                       | Evan Dennis      |
| 2012 | "Say You're Just a Friend"           | Ray Kay          |
| 2013 | "Heart in My Hand" (versão de piano) | Alex Zamm        |
| 2013 | "What About Love"                    | Colin Tilley     |
| 2013 | "Banga! Banga!"                      | Gil Green        |
| 2014 | "Mmm Yeah"                           | Gil Green        |
| 2014 | "All I Ever Need"                    | Eric Guerrero    |
| 2014 | "Shadow" (Acústico)                  | Charlotte Knight |
| 2014 | "Secret"                             | Eric Guerrero    |
| 2015 | "Dirty Work"                         |                  |
| 2015 |                                      |                  |